# Grupa Operacyjna „Rzeszów”
Grupa Operacyjna „Rzeszów” (GO „Rzeszów”) – doraźnie zorganizowany związek operacyjny Wojska Polskiego, powołany rozkazem dowódcy OW nr 5 gen. Mikołaja Prus-Więckowskiego z dnia 5 kwietnia 1946 roku.

## Organizacja
Dowódcą grupy był początkowo szef sztabu okręgu Kraków gen. bryg. Adam Daszkiewicz, a po przeniesieniu sztabu do Rzeszowa 29 kwietnia został nim gen. bryg. Jan Rotkiewicz.
GO „Rzeszów” podporządkowano wszystkie działające na terenie Polski południowo-wschodniej jednostki:
- 8 Dywizja Piechoty
- 9 Dywizja Piechoty
- 14 pułk piechoty z 6 DP
- 18 pułk piechoty z 6 DP
- cztery komendantury odcinków 8 Oddziału Ochrony Pogranicza
- siły KBW, MO i UBP.

Ze składu grupy wydzielono część sił (14, 26, 30 pp oraz 34 Komendanturę WOP) i utworzono Zgrupowanie „Lubaczów”. Otrzymało ono zadanie działać w powiatach lubaczowskim i jarosławskim.

## Zadania
Głównym zadaniem GO było prowadzenie wysiedlanie ludności ukraińskiej oraz rozbicie oddziałów UPA i likwidacja siatki cywilnej OUN.
Zgodnie z planem WKB Rzeszów, zamierzano przeprowadzić cztery akcje siłami GO przeciwko sotniom „Burłaki” i „Worona” oraz kureniowi „Zalizniaka”. Jednak aż 2/3 sił nakazano wyznaczyć do akcji wysiedleńczej. Stawiało to pod znakiem zapytania powodzenie działań bojowych. Przyjęto również niewłaściwą taktykę działania. Generał Adam Daszkiewicz w swoich wytycznych z 18 kwietnia nakazywał operować dużymi siłami, maszerować nocą, a następnie „czesać” lasy z zachowaniem odległości wzrokowej. Powodowało to zmęczenie i znużenie żołnierzy. Sztaby nadal nie dysponowały pełnymi danymi o przeciwniku. Przesadnie oceniały liczebność sił UPA. Występował również poważny brak samochodów, a obsada etatowa pododdziałów oscylowała w granicach 70%.
GO „Rzeszów” podjęła współpracę wojskową w zwalczaniu UPA oraz wysiedleniach ludności ukraińskiej z czechosłowacką Grupą Operacyjną Ocel, a następnie z GO „Teplice”.

## Działania zbrojne
Pierwszą większą akcję zbrojną przeprowadzono w dniach 12 do 15 kwietnia w południowej części powiatu przemyskiego i na pograniczu powiatów brzozowskiego i sanockiego. Wzięły w niej udział cztery wzmocnione bataliony z 8 DP, a z 9 DP – część 28 pp. Akcję prowadzono metodą „czesania” lasu. Jedynie 34 pułk piechoty nawiązał kontakt ogniowy z sotnią „Worona”, a 36 pułk piechoty zniszczył kilka schronów koło Paszowej.
Ocena działalności grupy przeprowadzona przez sztab GO wykazała znaczne mankamenty w planowaniu i sposobie działania poszczególnych oddziałów. Działanie dużymi zgrupowaniami wojsk, pościg za nierozpoznanym nieprzyjacielem i reakcje jedynie po otrzymaniu informacji o napadzie lub pojawieniu się przeciwnika nie przynosiły spodziewanych efektów.
Po objęciu dowództwa przez gen. Rotkiewicza zmieniono dyslokację niektórych oddziałów. 34 pułk piechoty przeszedł z Sanoka do Baligrodu, 18 pp do Sanoka, 14 pp do Gorlic, a 13 dac do Leżajska.
Większość akcji bojowych prowadzano siłami od wzmocnionej kompanii do wzmocnionego batalionu. W maju działania zintensyfikowano. Akcje kończyły się jednak co najwyżej odkryciem i niszczeniem leśnych obozów UPA.
W czerwcu większość sił GO została zaangażowana do akcji referendalnej, a w miesiącach letnich w akcji żniwnej.
Poszczególne oddziały prowadziły jednak nadal walkę z ukraińskim podziemiem. Otrzymały one następujące zadania:
- 30 pp wzmocniony 100 żołnierzami Wojsk Bezpieczeństwa Wewnętrznego w dniach od 8 do 10 lipca zniszczyć kureń „Zalizniaka”
- Zgrupowanie „Lubaczów” (26 i 28 pp) zwalczać kureń „Bajdy”
- 8 DP wraz z 18 pp i pododdziałami WOP walczyć z kureniem „Rena”.

Mimo tak postawionych zadań intensywność walk spadała. Wiązało się to również ze zmianą taktyki działania pododdziałów UPA. Działały one w rozproszeniu i unikały walki.

## Rozwiązanie
GO „Rzeszów” nie zrealizowała całkowicie swoich zadań. Dowództwo widząc nieskuteczność jej działań dnia 31 października 1946 roku rozwiązało GO „Rzeszów”.
W dniu 2 listopada 1946 odbyło się uroczyste pożegnanie dowództwa GO „Rzeszów”, zorganizowane w Wojewódzkiej Komendzie Milicji Obywatelskiej w Rzeszowie, w którym prócz oficerów uczestniczyli przedstawiciele władz państwowych, politycznych, urzędnicy. Generał Rotkiewicz przedstawił wówczas rozkaz pożegnalny, w którym zawał efekty działalności GO „Rzeszów”. Zgodnie z tymi informacjami wskutek działań GO „Rzeszów” w przeciągu 1946 roku liczba tzw. „bandytów” zmniejszyła się na obszarze woj. rzeszowskiego z 8000 wiosną do 2000 w czasie rozwiązania jednostki, liczba napadów spadła z 91 w czerwcu do 36 w październiku, zaś liczby tzw. „band” odpowiednio z 18 UPA do kilku sotni oraz 11 polskich do niewielu szajek o drobnym charakterze. Prócz działań z zakresu pacyfikacji i zaprowadzania oczekiwanego przez władze bezpieczeństwa GO „Rzeszów” była angażowana przy ewakuacji ludności ukraińskiej, akcjach siewnych i żniwnych, głosowaniu ludowym, ochronie majątku państwowego i prywatnego oraz ludności. Dalsze działanie ukierunkowane na ugruntowanie bezpieczeństwa na obszarze województwa rzeszowskiego miała zapewniać działania 9 Dywizji Piechoty.
Według słów gen. Rotkiewicza liczba poległych w działaniach żołnierzy GO „Rzeszów” była dziesięciokrotnie przewyższona przez zabitych i ujawnionych przeciwników, stwierdzonych w liczbie 910. Od początku istnienia GO „Rzeszów” zdobyła w działaniach broń (4 ckm, 94 rkm, 224 automaty, 728 kb i kbk, 810 granatów ręcznych, 170 pistoletów, 71868 sztuk amunicji) oraz sprzęt, żywność i inne materiały.

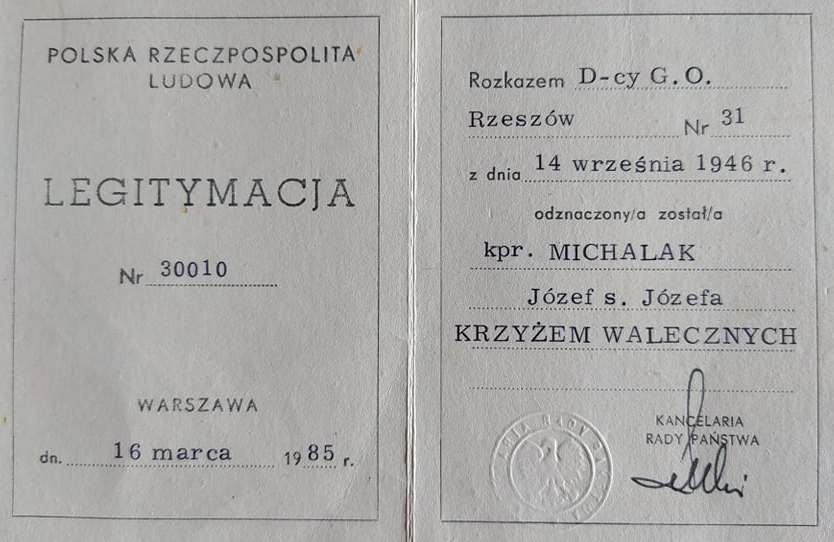
Legitymacja Krzyża Walecznych nadanego kapralowi Grupy Operacyjnej „Rzeszów” - Józefowi Michalakowi.

Podczas uroczystości pożegnania mjr Stanisław Potarzycki został udekorowany Krzyżem Srebrnym Orderu Virtuti Militari. Ponadto żołnierze i pracownicy GO „Rzeszów” otrzymali 206 Krzyży Walecznych, 32 Srebrnych Krzyż Zasługi, 106 Brązowych Krzyży Zasługi, 256 Srebrnych Medali „Zasłużonym na Polu Chwały”, 400 Srebrnych Medali „Zasłużonym na Polu Chwały”.
W miejsce GO „Rzeszów” sztab 9 Dywizji Piechoty utworzył trzy zgrupowania:
- Zgrupowanie ppłk. Bieleckiego (32 i 34 pp jednostki specjalne 8 DP, 37, 38, 39 Komenda WOP, grupa A 36 Komendy WOP, 4 i 8 oddział manewrowy WOP) miało zniszczyć kureń „Rena”;
- Zgrupowanie ppłk. Wygnańskiego[b] (28 pp, 2/30 pp, 35 Komenda WOP, grupa B 36 Komendy WOP) skierowano przeciwko kureniowi „Bajdy”;
- Zgrupowanie ppłk. Zwolińskiego (26 pp, 1/30 pp, 1/40 pp, 34 Komenda WOP) zwalczało kureń „Żeleźniaka”